# If millénaire de Saint-Ursin
L’if millénaire de Saint-Ursin est un arbre très important pour l'identité de la commune de Saint-Ursin (aujourd'hui Saint-Jean-des-Champs), dans la Manche en région Normandie. L’arbre se tient au centre du village. Il est d'autant plus important que le village de Saint-Ursin n'existe plus en tant que commune, car rattaché en 1973 à la commune voisine de Saint-Jean-des-Champs. À l’if est associée l'église paroissiale toute proche dans laquelle se pratiquent des rituels de guérison. 
En 2011, l’if de Saint-Ursin fut inscrit à l’Inventaire du patrimoine culturel immatériel en France.

## L’if de Saint-Ursin
L’âge de l’if de Saint-Ursin est évalué à plus de 1000 ans. Il fut probablement planté par les colons originaires de Grande-Bretagne arrivés avec les Vikings ou à leur suite, car cette tradition d'origine celtique a perduré dans les Iles britanniques et en Irlande, mais pas sur le continent. L’if était en effet pour les Celtes un arbre sacré, mais il l'était aussi pour les Scandinaves, chez qui Yggdrasil, l'arbre du monde, pouvait être un if. Lors de l’évangélisation de la Normandie, l’Église récupéra les lieux que les habitants avaient déjà l’habitude de fréquenter dans le cadre de rituels religieux. La première chapelle s’éleva ainsi au XIIe siècle aux pieds de l’if. De cette époque, seul le porche de l’église a subsisté. Le reste de l’église fut reconstruit au XVIIe siècle. 
Bien que l’if fût menacé au cours du XXe siècle, par sa mauvaise santé, la chute d’une grosse branche en 1990 lors d’une tempête lui redonna une vitalité qui soulagea les habitants du village. L’if millénaire est en effet un symbole identitaire de l’ancien village de Saint-Ursin, qui a aujourd’hui perdu son autonomie communale. C’est pourquoi depuis les années 1990 et la crainte de voir l’arbre disparaitre, les services communaux prodiguent tous les soins nécessaires au vieil arbre afin de lui garantir encore de belles années. Il bénéficie aujourd’hui d’une attention très poussée. Il est classé « Arbre remarquable de France » depuis l’an 2000.

### Particularités physiques
L’if de Saint-Ursin a tout d'abord développé des racines adventives poussant sur le tronc. Sa circonférence est de 9,98 mètres (mesures d'août 2013). Lors de la tempête de 1990, la perte d’une grosse branche a fait diminuer la circonférence de l'arbre.

## L’église paroissiale de Saint-Ursin

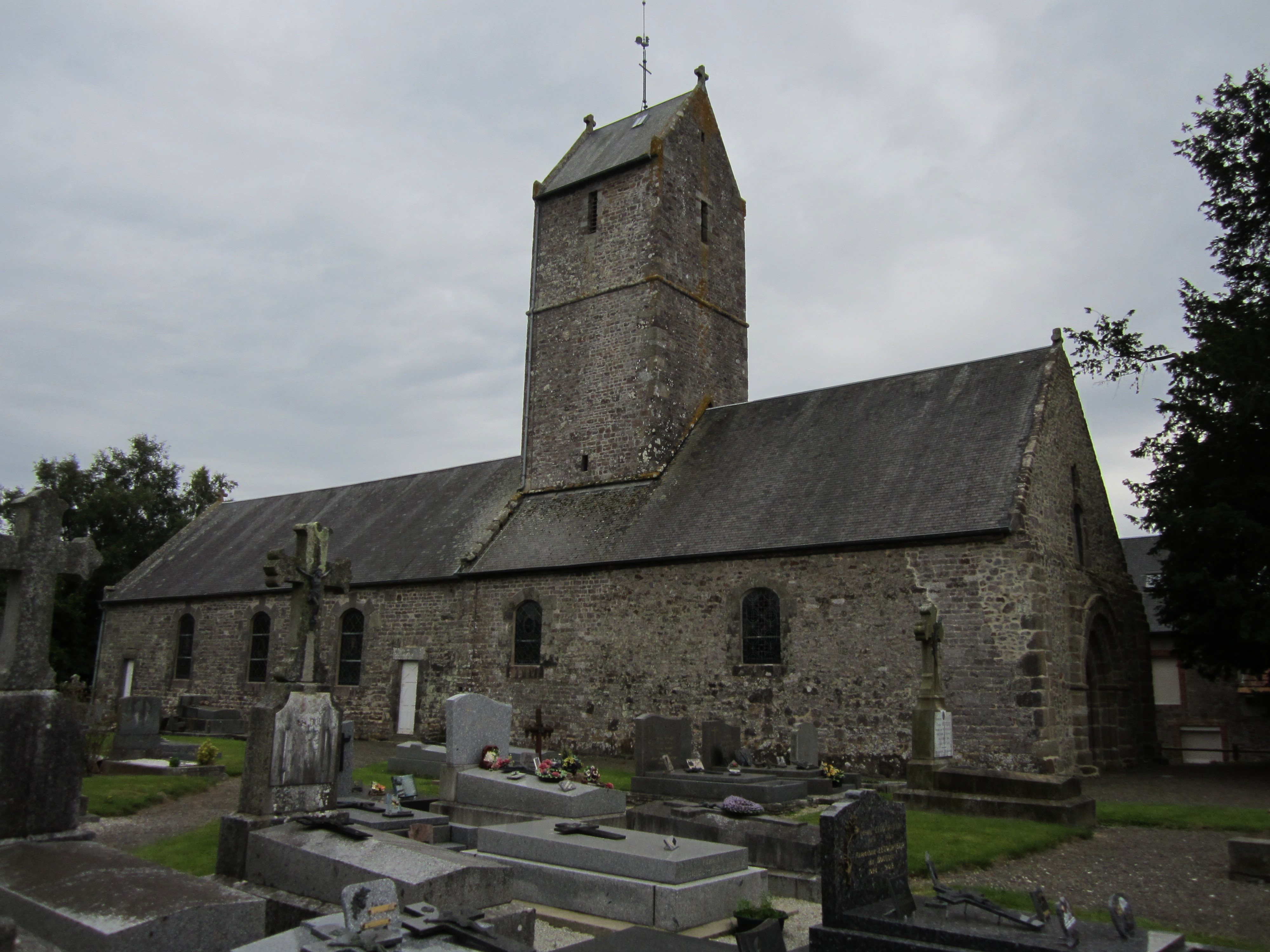
Église Saint-Ursin

L’église est située au cœur du bourg, près de l’if millénaire. Elle date pour grande partie du XVIIe siècle. L’église abrite la statue de saint Ursin, à laquelle est associé le pouvoir de guérison de convulsions liées aux vers intestinaux. Si la relation avec l’if millénaire n’est pas forcément évidente, elle semble pourtant exister dans le sens où beaucoup de cultes païens liés aux arbres ont été récupérés par l’Église. De plus, beaucoup de pèlerins notamment enfants ayant effectué le rituel de guérison auprès de la statue de saint Ursin vont se blottir au creux de l’arbre à la sortie de l’église, comme pour compléter le rituel. Ainsi, on peut considérer que l’arbre et l’édifice religieux forment un même ensemble.

## Le culte lié à l’if de Saint-Ursin
L’if de Saint-Ursin relève aujourd’hui du patrimoine immatériel de la commune et fait pour cela l’objet d’attentions de différents registres : 
- L’if fait tout d’abord l’objet d’un culte civil mené par la municipalité qui prend soin d’un des seuls symboles restant de son identité territoriale originelle. Des cérémonies ont lieu autour de l’arbre lors d’évènements particulier comme la plantation d’une bouture ou le décernement du label « Arbre remarquable de France ».
- La présence du culte religieux est aussi visible à travers le culte de saint Ursin, qui amène la guérison des convulsions liées aux vers intestinaux. L’arbre fait partie du rituel, il représente sa dernière étape, lorsque les enfants malades vont se blottir à l’intérieur du tronc creux de l’if millénaire.

## Culture
Du 6 novembre au 4 décembre 2016,, l'If de Saint-Ursin a été le sujet centrale de l'exposition If du peintre alsacien PASO. Celle-ci s'est tenue au CINE (Centre d'Initiation à la Nature et à l'Environnement) de Bussière à Strasbourg. 